# Kaarlo Juho Ståhlberg
Kaarlo Juho Ståhlberg, originariamente battezzato con i nomi Carl Johan (Suomussalmi, 28 gennaio 1865 – Helsinki, 22 settembre 1952), è stato un politico e giurista finlandese.
È stato il primo Presidente della Finlandia, in carica dal 26 luglio 1919 al 1º marzo 1925.
Era il secondogenito di Johan Janne Gabriel Ståhlberg, assistente pastore, e di Amanda Gustafa Castrén. 
Uomo modesto e laborioso, fu professore di diritto amministrativo all'Università di Helsinki dal 1908 al 1918, aderì al partito dei giovani finlandesi (contrari ad ogni compromesso col governo russo) e nel 1908 entrò nel comitato centrale.
Deputato alla Dieta dell'allora Granducato di Finlandia dal 1908 al 1919, la presiedette a partire dal 1914, dopo l'allontanamento di Pehr Evind Svinhufvud. Caduto il regime zarista, Ståhlberg fu eletto presidente della commissione parlamentare costituzionale e propose per la Finlandia una forma di governo repubblicana, ma nel 1918 fu eletto presidente della Corte suprema amministrativa e non poté partecipare alla sessione decisiva della Dieta.
Eletto presidente della repubblica nel luglio 1919, cercò di rimediare ai problemi causati dalla guerra civile e dai contrasti politici, ma fu sempre osteggiato dai monarchici e dai sostenitori del generale Mannerheim. Firmò con la Russia la pace di Tartu (14 ottobre 1920), ottenendo il riconoscimento dell'indipendenza nazionale entro i confini del 1914, più la zona del porto di Petsamo, sul mare glaciale artico, ma dovette sgomberare la Carelia Orientale, popolata da finlandesi, che avrebbe dovuto ottenere dalla Russia uno statuto autonomo.
Fece aderire la Finlandia alla Società delle Nazioni (1920), ottenendo poi dalla stessa il riconoscimento del possesso delle isole Åland (24 giugno 1921), a maggioranza svedese, reclamate dalla Svezia. Cercò di garantire la formazione di esecutivi centristi, ma nel 1923 dovette accettare la decisione del governo presieduto da Kyösti Kallio di mettere al bando il Partito Comunista Finlandese.
Non si ricandidò allo scadere del mandato, ma si ripresentò alle elezioni presidenziali nel 1931 e nel 1937, venendo sempre sconfitto. Si ritirò definitivamente dalla vita politica nel 1946.